# Naoufal Bannis
Naoufal Bannis (Hága, 2002. március 11. –) holland korosztályos válogatott labdarúgó, a Feyenoord játékosa.

## Pályafutása

### Klubcsapatokban
2016]-ban csatlakozott a Feyenoord akadémiájához, előtte a Haaglandia és a ADO Den Haag korosztályos csapataiban nevelkedett. 2018. május 24-én aláírta első profi szerződését a klubbal. 2019. augusztus 4-én mutatkozott be a holland első osztályban a Sparta Rotterdam elleni 2–2-re végződő mérkőzésen. 2020. november 1-jén megszerezte első gólját az Emmen elleni bajnoki mérkőzésen. 2021 januárjában kölcsönben került a Dordrecht csapatához félévre. 2022 januárjában félévre kölcsönvette a NAC Breda csapata.

### A válogatottban
Marokkói származású, de a holland korosztályos válogatottakban szerepelt. Tagja volt az U19-es válogatottnak, amely aranyérmes lett a 2019-es U17-es labdarúgó-Európa-bajnokságon. A torna megnyerésével kijutottak az U17-es labdarúgó-világbajnokságra, amely keretébe is bekerült. 2021. október 3-án bekerült a Marokkói U23-as keret behívólistájára.

## Statisztika
2022. május 22-i állapotnak megfelelően.
| Klub             | Szezon           | Bajnokság        | Bajnokság | Bajnokság | Kupa  | Kupa  | Nemzetközi | Nemzetközi | Összesen | Összesen |
| Klub             | Szezon           | Bajnokság        | Mérk.     | Gólok     | Mérk. | Gólok | Mérk.      | Gólok      | Mérk.    | Gólok    |
| ---------------- | ---------------- | ---------------- | --------- | --------- | ----- | ----- | ---------- | ---------- | -------- | -------- |
| Feyenoord        | 2018–19          | Eredivisie       | 0         | 0         | 0     | 0     | 0          | 0          | 0        | 0        |
| Feyenoord        | 2019–20          | Eredivisie       | 4         | 0         | 0     | 0     | 2          | 0          | 6        | 0        |
| Feyenoord        | 2020–21          | Eredivisie       | 6         | 1         | 0     | 0     | 3          | 0          | 9        | 1        |
| Feyenoord        | 2021–22          | Eredivisie       | 2         | 1         | 1     | 0     | 4          | 0          | 7        | 1        |
| Összesen         | Összesen         | Összesen         | 12        | 2         | 1     | 0     | 9          | 0          | 22       | 2        |
| Dordrecht        | 2020–21          | Eerste Divisie   | 17        | 5         | 0     | 0     | 0          | 0          | 17       | 5        |
| NAC Breda        | 2021–22          | Eerste Divisie   | 13        | 6         | 2     | 1     | 0          | 0          | 15       | 7        |
| Karrier összesen | Karrier összesen | Karrier összesen | 42        | 13        | 3     | 1     | 9          | 0          | 54       | 14       |

## Sikerei, díjai
- Hollandia U17
  - U17-es labdarúgó-Európa-bajnokság: 2019